# Penina Moise
Penina Moise (ur. 23 kwietnia 1797, Charleston w stanie South Carolina, zm. 13 września 1880 tamże) – amerykańska poetka pochodzenia żydowskiego. Nazwisko poetki bywa zapisywane z diakrytem: Penina Moïse.

## Życiorys
Penina Moise urodziła się jako córka Abrahama and Sary (Sarah) Moise. Jej rodzice przybyli do Stanów Zjednoczonych z wyspy Sint Eustatius w Antylach Holenderskich. Ojciec pochodził z Alzacji. Na Sint Eustatius dorobił się znacznego majątku i ożenił się. W 1791 roku stracił jednak większość tego co posiadał w wyniku zamieszek i grabieży, które nastąpiły po wyzwoleniu tamtejszych niewolników. Wtedy udał się do Stanów Zjednoczonych i osiadł w mieście Charleston w Karolinie Południowej. Tam też przyszła na świat Penina. Miała ona liczne rodzeństwo, Cherie, Aarona, Hymana, Benjamina (urodzonych na Karaibach) i Rachel, Jacoba, Abrahama i Isaac (urodzonych na kontynencie). Kiedy ojciec poetki zmarł, poszła ona (w wieku dwunastu lat) do pracy, żeby wspomóc materialnie rodzinę. Uczyła się sama i w roku 1830 rozpoczęła swoją karierę literacką. Była też superintendentem nauki religii żydowskiej. W 1854 roku, podczas epidemii Żółtej febry pracowała jako pielęgniarka wolontariuszka, udzielając pomocy chorym bez względu na ich wyznanie. W czasie wojny secesyjnej była zmuszona do opuszczenia Charleston. Po zakończeniu walk wraz z siostrą Rachelą powróciła do domu i założyła szkołę. Miała już wtedy jednak bardzo poważne problemy ze wzrokiem i w końcu zaniewidziała zupełnie. Poetka zmarła w podeszłym wieku w swoim rodzinnym mieście 13 września 1880. Została pochowana na Coming Street Cemetery, obok rodziców i niektórych z rodzeństwa.

## Twórczość
Penina Moise uprawiała twórczość głównie religijną. Była autorką hymnów śpiewanych w synagogach. Drukowała wiersze w czasopismach, jak Home Journal czy waszyngtońska Union. W roku 1833 opublikowała tomik Fancy's Sketch-book (Szkicownik Fancy). Zbiór ten został ciepło przyjęty przez publiczność. W 1856 wydała zbiór Hymns Written for the Use of Hebrew Congregations (Hymny napisane na użytek gminy żydowskiej). Penina Moise publikowała pod własnym nazwiskiem, co w tamtych czasach w przypadku kobiet nie było wcale oczywiste. Do jej najbardziej znanych wierszy należą The Newspaper (Gazeta), To Persecuted Foreigners (Do prześladowanych cudzoziemców), God Supreme! To Thee We Pray (Boże Najwyższy, do Ciebie się modlimy) i Man, the Image of God (Człowiek obrazem Boga).